# أوربيساليا
أوربيساليا هي كومونا في مقاطعة ماشيراتا بوسط إيطاليا، يأتي اسمها من المدينة الرومانية القديمة أوربيس سالفيا.

## نبذة
تضم أوربيساليا اليوم أكثر من 2700 نسمة، يعملون في الزراعة والفنون والحرف اليدوية والمنسوجات ومحطات الطاقة وصناعة الحديد والصلب.

## روابط خارجية
- باللغة الإيطالية Comune di Urbisaglia - istitutional site
- باللغة الإيطالية TAU - Teatri Antichi Uniti